# Hermann Harms
Hermann August Theodor Harms ( 16 de julio de 1870, Berlín- 27 de noviembre de 1942, ibíd.) fue un taxónomo y botánico alemán.
Fue Profesor de Botánica en la Academia de Ciencias naturales de Prusia (Preußische Akademie der Wissenschaften) y botánico en el Museo Botánico de Berlín.
En 1938 revisa el género Nepenthes creando tres subgéneros: Anurosperma, Eunepenthes, Mesonepenthes.

## Algunas publicaciones
- hermann Harms. 1897. Die Nomenclaturbewegung der letzten Jahre. Ed. W. Engelmann, 	32 pp.

- -------------------. 1928. Bromeliaceae novae. 11 pp.

- -------------------. 1928. Meliaceae III.. 8 pp.

- -------------------. 1933. Cucurbitaceae americanae novae. 8 pp.

## Honores

### Eponimia
Género
- (Malvaceae) Harmsia Schum.[1]

Especies
- (Aloaceae) Aloe harmsii A.Berger[2]

- (Aquifoliaceae) Ilex harmsiana Loes.[3]

- (Araliaceae) Parapentapanax harmsii (R.Vig.) Hutch.[4]

- (Bromeliaceae) Puya harmsii (A.Cast.) A.Cast.]][5]

- (Caesalpiniaceae) Chamaecrista harmsiana H.S.Irwin & Barneby[6]

- (Cyperaceae) Carex harmsiana Kük. ex H.Lév.[7]

- (Fabaceae) Abarema harmsii (von Malm) Kosterm. & Kosterm.[8]

- (Lycopodiaceae) Huperzia harmsii (Herter ex Nessel) Holub[9]

- (Podocarpaceae) Prumnopitys harmsiana (Pilg.) de Laub.[10]

- (Valerianaceae) Valeriana harmsii Graebn.[11]

- (Zingiberaceae) Amomum harmsii K.Schum.[12]

- La abreviatura «Harms» se emplea para indicar a Hermann Harms como autoridad en la descripción y clasificación científica de los vegetales.[13]